# Köpenicker SC
Der Köpenicker SC ist ein Sportverein aus Berlin-Köpenick. Bekannt ist der Verein unter anderem durch seine Volleyball-Frauen, die bis 2017 in der Bundesliga spielten. In weiteren Abteilungen werden Aerobic, Badminton, Fitness, Fußball, Gymnastik, Kanusport, Segeln, Tanzen und Wandern angeboten.

## Geschichte

Historisches Logo der BSG Motor Köpenick

Der 1991 entstandene Köpenicker SC hat seinen Ursprung als DDR-Betriebssportgemeinschaft. Gegründet 1949 zunächst als BSG RFT Köpenick hieß er ab 1950 BSG Motor Wendenschloß, ab Oktober 1957 BSG Motor Köpenick und ab 1990 bis 1991 SV Motor Köpenick. Der Köpenicker SC ist nach dem reinen Fußballverein 1. FC Union Berlin heute mit 1.800 aktiven Mitgliedern (darunter tausend Kinder und Jugendliche) der zahlenmäßig zweitgrößte Sportverein im Bezirk Treptow-Köpenick.

## Volleyball (Frauen)

### Bekannte Spielerinnen
| Name                 | Nr. | Nation             | Größe  | Geburtsdatum       | Position |
| -------------------- | --- | ------------------ | ------ | ------------------ | -------- |
| Jessica Göpner       | 11  | Deutschland        | 1,73 m | 11. Dezember 1990  | L        |
| Annalena Grätz       | 8   | Deutschland        | 1,82 m | 22. März 1997      | AA       |
| Julia Hero           | 9   | Deutschland        | 1,85 m | 20. Oktober 1992   | MB       |
| Marie Holstein       | 12  | Deutschland        | 1,90 m | 15. April 1997     | D        |
| Nele Iwohn           | 15  | Deutschland        | 1,83 m | 15. September 1996 | D        |
| Luise Klein          | 6   | Deutschland        | 1,78 m | 15. Januar 1999    | Z        |
| Nuria Lopes da Silva | 16  | Portugal           | 1,73 m | 26. Dezember 1991  | MB       |
| Anna Pogany          | 7   | Deutschland        | 1,68 m | 21. Juli 1994      | L        |
| Pia Riedel           | 17  | Deutschland        | 1,77 m | 9. September 1990  | AA       |
| Dominice Steffen     | 5   | Deutschland        | 1,86 m | 17. Dezember 1987  | AA       |
| Celin Stöhr          | 2   | Deutschland        | 1,91 m | 22. November 1993  | MB       |
| Nicole Walch         | 1   | Vereinigte Staaten | 1,89 m | 5. November 1993   | AA       |
| Sarah Wickstrom      | 10  | Vereinigte Staaten | 1,81 m | 5. April 1993      | Z        |

Positionen: AA = Annahme/Außen, D = Diagonal, L = Libero, MB = Mittelblock, Z = Zuspiel
Chef-Trainer war 2016//17 Manuel Rieke, der zuletzt beim Männer-Bundesligisten Netzhoppers Königs Wusterhausen spielte. Seine Assistenten waren der Co-Trainer Finn Dittelbach und der Athletiktrainer Rainer Latzke. Als Physiotherapeutin arbeitete Elena Widner.

### Spielstätte
Die Mannschaft trug ihre Heimspiele seit 2009 in der Sporthalle Hämmerlingstraße (auf dem Gelände des Stadions An der Alten Försterei) aus, die 1400 Zuschauern (davon 400 Stehplätze) Platz bietet.

### Geschichte Bundesliga
Der Kader für die Saison 2005/06 bestand aus 13 Spielerinnen. Der Trainer war Michael Lehmann. Sein Co-Trainer waren die Slowakin Ingrid Sycova und Ralf Hartig. In der ersten Bundesliga-Saison konnten die Köpenicker nur die beiden Heimspiele gegen den 1. VC Wiesbaden und VC Muldental Grimma gewinnen und zogen als Vorletzter in die Play-down-Runde ein. Mit zwei erneuten Siegen gegen Grimma bestätigten sie diese Position und konnten den Abstieg verhindern. Im DVV-Pokal unterlag der Aufsteiger im Achtelfinale gegen Bayer Leverkusen auswärts mit 2:3.
Mit zehn Spielerinnen ging der KSC in die Saison 2006/07. Der Trainer war Guillermo Gallardo (Argentinien). Sein Co-Trainer war Mattieu Casimir (Frankreich). Auch in der Saison 2006/07 mussten die Frauen aus Köpenick in der Play-down-Runde antreten, obwohl man sich mit acht Siegen in der Hauptrunde (unter anderem 3:0-Heimsiege gegen den Rekordmeister USC Münster und Saisondritten 1. VC Wiesbaden) und dem abschließenden achten Platz stark verbessert zeigte. In der Play-down-Runde gewannen sie vier von sechs Begegnungen und belegten knapp hinter dem USC Münster den zweiten Platz. Im DVV-Pokal verloren die Köpenickerinnen nach einem Sieg gegen den Zweitligisten TV Hülzweiler das Viertelfinale gegen den VfB 91 Suhl.
In der Saison 2007/08 trat der KSC mit 13 Spielerinnen an. Neuzugänge waren die Jugendnationalspielerinnen Michaela Sabrowske und Sandra Sell vom VC Olympia Rhein-Neckar. Trainer war der Italiener Alberto Salomoni, der im Sommer 2007 Guillermo Gallardo ablöste. Der Argentinier wechselte gemeinsam mit seinem Assistenten Matthieu Casimir zu Rote Raben Vilsbiburg. In der Saison 2007/08 belegte der KSC den achten Platz. Nach einem Achtelfinal-Sieg im DVV-Pokal gegen den Ligakonkurrenten Sonthofen scheiterten sie im Viertelfinale an NA. Hamburg.
Der Kader für die Saison 2008/09 bestand aus zehn Spielerinnen. Saskia Hippe wechselte zum Dresdner SC und Katalin Schlegl beendete ihre Karriere. Die Neuzugänge waren Lorena Zuleta und Sabrina Soares aus Kolumbien und Brasilien. Neuer Trainer war seit dem 27. Oktober 2008 Tom Schwenk. Er löste nach nur zwei Saisonspielen Matthias Münz ab, der in die Kritik geraten war, weil er Vereinsinterna in der Öffentlichkeit preisgab. Die Saison zuvor trainierte Alberto Salomoni den KSC. Der KSC beendete die Saison 2008/09 mit einem neunten Platz. Im Achtelfinale des DVV-Pokals unterlag der KSC mit 2:3 in Leverkusen.
In der Saison 2009/10 bestand das Team aus elf Spielerinnen. Schumann wechselte zum VC Wiesbaden, Sydlik zum SC Potsdam und Hannibal zum Zweitligisten SG Rotation Prenzlauer Berg. Sabrowske, Soares und Zuleta verließen den Verein ebenfalls. Kleefisch und Anne Zimmer kamen vom SC Potsdam, Marjanovic vom VC Wiesbaden und Bieneck vom VC Olympia Berlin. Göpner, Knauf und Riedel stammen aus dem eigenen Nachwuchs. Chef-Trainer Jürgen Treppner löste Tom Schwenk ab, der eine Funktion als Stützpunktleiter übernahm. In der Saison 2009/10 endete der KSC auf dem neunten Platz. Im DVV-Pokal scheiterte man erneut im Achtelfinale und unterlag mit 0:3 Schweriner SC.
In der Saison 2010/11 erreichte die Köpenicker den 12. Platz und waren damit zunächst in die 2. Bundesliga abgestiegen. Nach dem Ausscheiden der DJK Augsburg aus dem Spielbetrieb konnte der KSC aber doch in der 1. Bundesliga bleiben. Auch in dieser Saison endete der DVV-Pokal im Achtelfinale, in dem man 1:3 gegen Vilsbiburg unterlag.
Die Köpenicker konnten sich für die Saison 2011/12 mit Garcia Duarte (Club Voleibol Emeve/ESP), Weiland und Edwards (beide von Pieksämäki Volley/FIN), Meyerink (VC Olympia Berlin), Golla (USC Münster) und Leszczyńska (Sandeco EC Wybrzeze/POL) verstärken. Den Verein verlassen haben Engel (Smart Allianz Stuttgart), de Olivera (Sm’Aesch Pfeffingen/SUI), Mitrovic (Tulles Naves Volley/FRA), sowie de Waard und Bieneck. Der KSC zeigte sich in der Saison 2011/12 sehr Heimstark (9 Siege in 13 Spielen). Am Ende belegte der KSC den 9. Platz. Im DVV-Pokal schied man im Achtelfinale gegen VT Aurubis Hamburg aus.

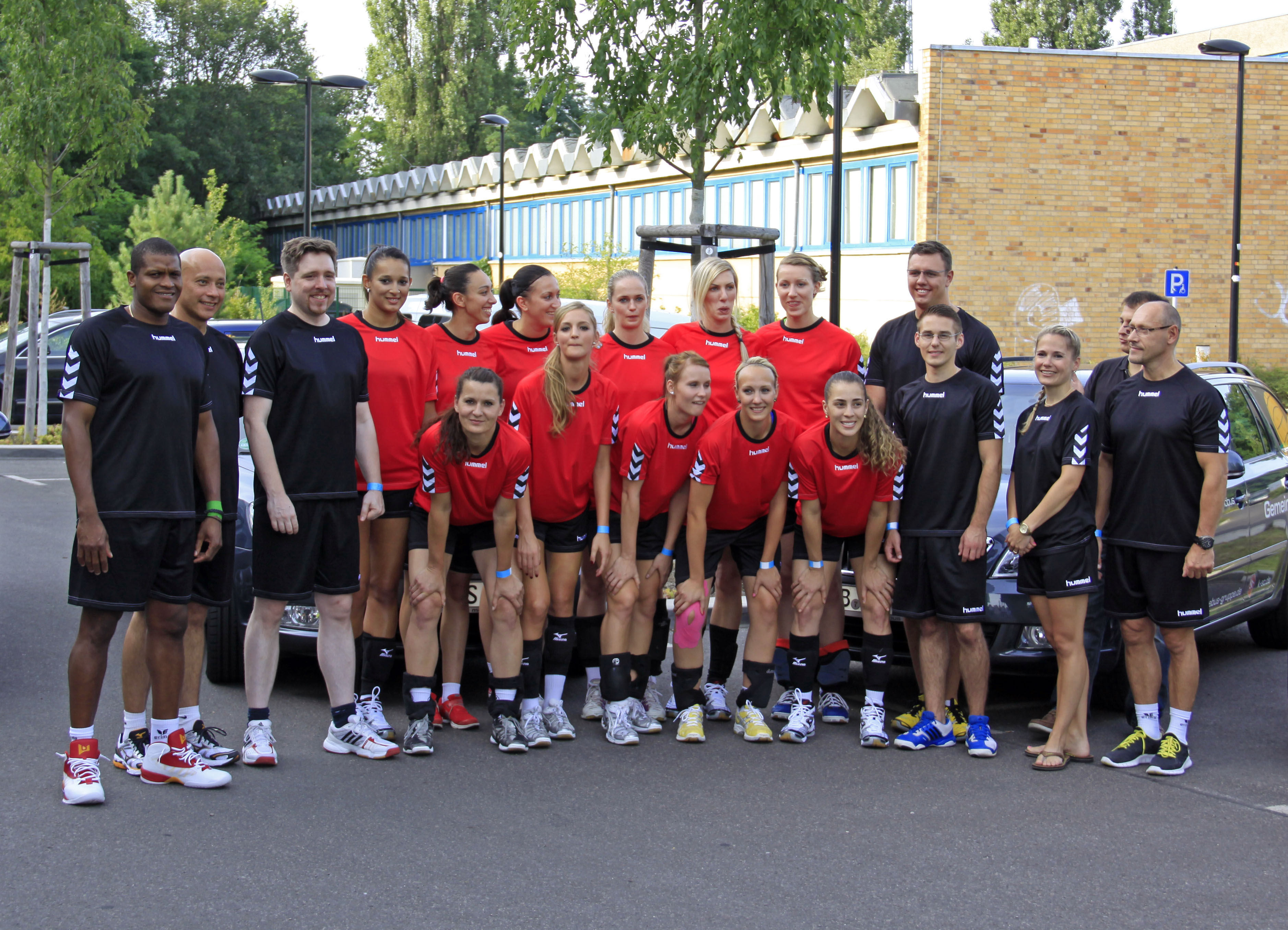
Köpenicker SC 2012/13

Zur Saison 2012/13 blieben nur fünf Spielerinnen der Vorsaison erhalten. Die Mannschaft verlassen haben Golla, Knauf, Rydvalová, Edwards, Weiland, Sell und Meyerink. Hinzu kamen die Nationalspielerin Grohmann vom SC Potsdam, Forgáchová, Skorupka, Smutná, Felix, Burazer, Pohle (hat den KSC im November 2012 wieder verlassen) und die beiden Kanadierinnen Guimond und Pavan. Hippe, Graap und Woinowsky wechselten von der ersten in die zweite Mannschaft der Köpenicker und spielen jetzt in der Regionalliga Nordost. Im Achtelfinale des DVV-Pokals war der KSC mit 3:0 gegen VT Aurubis Hamburg erfolgreich. Im Viertelfinale schied der KSC mit 0:3 gegen die Roten Raben Vilsbiburg aus. Während der Saison 2012/13 haben Juliane Pohle (November 2012) und Alicja Leszczyńska (Dezember 2012) den Verein verlassen. Als Ersatz für Juliane Pohle konnte der KSC im Januar 2013 Brittney Brimmage verpflichten.
Zum Ende der Bundesligahauptrunde belegten die Köpenicker den neunten Platz. In den Pre-Playoffs unterlagen sie jedoch dem SC Potsdam.
Nachdem der Vertrag von Cutiño nicht mehr verlängert worden war (Wechsel zur Allianz MTV Stuttgart), verpflichtete man zur Saison 2013/14 Benedikt Frank, der zuvor den SV Lohhof fünf Jahre trainiert hatte. Als neuen Co-Trainer verpflichtete man Björn Matthes. Er trainierte zuletzt die Männer der Zweitligamannschaft TSGL Schöneiche. Aus der letzten Saison blieben nur Göpner, Riedel und Grohmann im Team. Dazu verpflichtete man unter anderem Saskia Radzuweit und Julia Hero aus Hamburg, sowie die israelische Zuspielerin Peham, die beiden US-Amerikanerinnen Hawari und Frazier und die Norwegerin Aas. Im DVV-Pokal traf man im Achtelfinale, wie auch schon im Vorjahr, auf VT Aurubis Hamburg, war aber mit 1:3 unterlegen. Die Hauptrunde der Bundesliga beendete der KSC mit dem zehnten Platz. In den folgenden Pre-Playoffs war man in zwei Spielen dem USC Münster unterlegen.
Der erste Neuzugang der Saison 2014/15 war die Zuspielerin Mona Elwassimy vom Allgäu Team Sonthofen aus der Zweiten Liga Süd. Hinzu kamen noch Erica Martrece Wilson von den Arizona State Sun Devils, Leona Neumannová vom Allgäu Team Sonthofen, Kindra Carlson von der University of Washington, Lauren Barfield von LTSL Legionowo und Nadja Schaus vom USC Münster. Dem gegenüber standen sieben Abgänge (Shani Peham, Susanne Besa zum VV Grimma, Hanne Haugen Aas, Ashley Frazier, Shannon Grace Hawari, Patricia Grohmann und Florentina Büttner).
Während der Saison wechselte Elwassimy nach Vilsbiburg und Sophie Schubert kam vom VCO Berlin zum Köpenicker SC. Außerdem verließen Nadja Schaus und Leona Neumannová den Verein. Im Februar trennte man sich vom Trainer Frank. Seine Aufgaben übernahm der Co-Trainer Björn Matthes.
Nach der Bundesligahauptrunde belegte der Köpenicker SC den elften und damit den Abstiegsplatz. Außerdem erhielt der Verein eine Strafe (sechs Punkte Abzug) von der VBL wegen Verstoß gegen die Lizenzauflagen. Im DVV-Pokal schied man im Achtelfinale mit 0:3 gegen den Schweriner SC aus.

### Zweite Mannschaft
In der Saison 2011/12 gelang dem Team KSC II der Aufstieg in die Regionalliga Nordost. In der ersten Regionalligasaison erreichte das Team den zweiten Platz. Durch die Spielrechtsübertragung von der SG Rotation Prenzlauer Berg auf den Köpenicker SC spielt die zweite Mannschaft ab der Saison 2013/14 in der Dritten Liga Nord und das Team KSC III in der Regionalliga Nordost.
Im Oktober 2013 gewann das Team KSC II den Regionalpokal und traf damit in der Qualifikationsrunde zum DVV-Pokal auf die Stralsunder Wildcats, denen man mit 2:3 unterlegen war. Die Saison 2013/14 der Dritten Liga beendete das Team mit dem zweiten Platz. In der Saison 2014/15 schied der KSC II im DVV-Pokal erneut gegen die Stralsunder Wildcats aus.
Nach Spielrechtsübertragung vom TSV Rudow Berlin trat das Team KSC II seit 2015/16 in der 2. Bundesliga Nord an.

### Weitere Mannschaften
| Jugend   | Meister                |
| -------- | ---------------------- |
| A-Jugend | –                      |
| B-Jugend | 2004, 2007             |
| C-Jugend | 2002, 2005             |
| D-Jugend | 1999, 2000, 2001, 2003 |
| E-Jugend | 1997, 2002, 2002       |

Die Leistungsabteilung Volleyball des KSC umfasst rund 150 Mitglieder, davon ca. 100 Kinder und Jugendliche, die in mehreren Mannschaften spielen. Die zweite Mannschaft der KSC-Frauen schaffte 2006 den Aufstieg in die zweite Bundesliga. Die Grundlage bildet die eigene Jugendarbeit, in der die Mädchen-Mannschaften bisher 36 Berliner Meisterschaften, 21 nordostdeutsche Meisterschaften und elf deutsche Meisterschaften erringen konnten. Die A-, B- und D-Jugend war in der Saison 2006/07 Berliner Meister, die C-Jugend Berliner Vizemeister. Am erfolgreichsten war bisher der Jahrgang 1990. Besetzt mit den Bundesligaspielerinnen Saskia Hippe, Sandra Sydlik, Pia Riedel, Jessica Göpner und Stephanie Hempel gewann das Team bisher vier deutscher Meisterschaften (2002 E-Jugend, 2003 D-Jugend, 2005 C-Jugend, 2007 B-Jugend) und wurde Vizemeister 2008 in der A-Jugend.

## Fußball (Männer)
| Saison (ausgewählt)                         | Liga | Platz | (von) |
| ------------------------------------------- | --- | ----- | ----- |
| 1954/55                                     | Bezirksklasse Berlin                                                                                    |       |       |
| 1955                                        | Bezirksliga Berlin                                                                                      | 05    | (13)  |
| 1956                                        | Bezirksliga Berlin                                                                                      | 03    | (12)  |
| 1957                                        | Stadtliga Berlin                                                                                        | 04    | (12)  |
| 1958                                        | Stadtliga Berlin                                                                                        | 04    | (12)  |
| 1959                                        | Stadtliga Berlin                                                                                        | 02    | (11)  |
| 1960                                        | Stadtliga Berlin                                                                                        | 01    | (12)  |
| 1961/62                                     | II. Liga (DDR), Staffel 1                                                                               | 08    | (14)  |
| 1962/63                                     | II. Liga (DDR), Staffel 2                                                                               | 01    | (14)  |
| 1963/64                                     | DDR-Liga Nord                                                                                           | 14    | (16)  |
| 1964/65                                     | Stadtliga Berlin                                                                                        | 01    | (14)  |
| 1965/66                                     | DDR-Liga Nord                                                                                           | 12    | (16)  |
| 1966/67                                     | DDR-Liga Nord                                                                                           | 12    | (16)  |
| 1967/68                                     | DDR-Liga Nord                                                                                           | 15    | (16)  |
| 1968/69                                     | Bezirksliga Berlin                                                                                      | 04    | (17)  |
| 1969/70                                     | Bezirksliga Berlin                                                                                      | 03    | (18)  |
| 1970/71                                     | Bezirksliga Berlin                                                                                      | 07    | (16)  |
| 1971/72                                     | Bezirksliga Berlin                                                                                      | 01    | (14)  |
| 1972/73                                     | DDR-Liga B                                                                                              | 11    | (12)  |
| 1973/74                                     | Bezirksliga Berlin                                                                                      | 14    | (16)  |
| 1974/75                                     | Bezirksliga Berlin                                                                                      | 05    | (16)  |
| 1975/76                                     | Bezirksliga Berlin                                                                                      | 06    | (16)  |
| 1976/77                                     | Bezirksliga Berlin                                                                                      | 12    | (15)  |
| 1977/78                                     | Bezirksliga Berlin                                                                                      | 11    | (15)  |
| 1978/79                                     | Bezirksliga Berlin                                                                                      | 08    | (13)  |
| 1979/80                                     | Bezirksliga Berlin                                                                                      | 11    | (16)  |
| 1980/81                                     | Bezirksliga Berlin                                                                                      | 15    | (17)  |
| 1981/82                                     | Bezirksliga Berlin                                                                                      | 16    | (16)  |
| (…)                                         | (…) | (…)   | (…)   |
| 1990/91                                     | Bezirksliga Berlin bzw. Landesliga Ost Abstufung in Viertklassigkeit durch Einführung der NOFV-Oberliga | 07    | (17)  |
| 1991/92                                     | Landesliga Berlin, Abt. 1                                                                               | 04    | (16)  |
| 1992/93                                     | Verbandsliga Berlin nun als Köpenicker SC                                                               | 10    | (16)  |
| 1993/94                                     | Verbandsliga Berlin Abstufung in Fünftklassigkeit durch Einführung der Regionalliga                     | 13    | (19)  |
| 1994/95                                     | Verbandsliga Berlin                                                                                     | 01    | (19)  |
| 1995/96                                     | NOFV-Oberliga                                                                                           | 10    | (17)  |
| 1996/97                                     | NOFV-Oberliga                                                                                           | 08    | (15)  |
| 1997/98                                     | NOFV-Oberliga                                                                                           | 09    | (15)  |
| 1998/99                                     | NOFV-Oberliga                                                                                           | 10    | (16)  |
| 1999/2000                                   | NOFV-Oberliga                                                                                           | 12    | (16)  |
| 2000/01                                     | BFV-Verbandsliga                                                                                        | 07    | (18)  |
| 2001/02                                     | BFV-Verbandsliga                                                                                        | 01    | (18)  |
| 2002/03                                     | NOFV-Oberliga                                                                                           | 18    | (19)  |
| 2003/04                                     | BFV-Verbandsliga                                                                                        | 10    | (18)  |
| 2004/05                                     | BFV-Verbandsliga                                                                                        | 02    | (18)  |
| 2005/06                                     | BFV-Verbandsliga                                                                                        | 10    | (18)  |
| 2006/07                                     | BFV-Verbandsliga                                                                                        | 05    | (18)  |
| 2007/08                                     | BFV-Verbandsliga Abstufung in Sechstklassigkeit durch Einführung der 3. Liga                            | 10    | (18)  |
| 2008/09                                     | Berlin-Liga                                                                                             | 04    | (18)  |
| 2009/10                                     | Berlin-Liga                                                                                             | 13    | (19)  |
| 2010/11                                     | Berlin-Liga                                                                                             | 17    | (18)  |
| 2011/12                                     | Landesliga Berlin, Staffel 2                                                                            | 05    | (16)  |
| 2012/13                                     | Landesliga Berlin, Staffel 2                                                                            | 01    | (16)  |
| 2013/14                                     | Berlin-Liga                                                                                             | 07    | (18)  |
| 2014/15                                     | Berlin-Liga                                                                                             | 15    | (18)  |
| 2015/16                                     | Berlin-Liga                                                                                             | 18    | (18)  |
| 2016/17                                     | Landesliga Berlin, Staffel 1                                                                            | 16    | (16)  |
| 2017/18                                     | Bezirksliga Berlin, Staffel 3                                                                           | 07    | (16)  |
| 2018/19                                     | Bezirksliga Berlin, Staffel 1                                                                           | 01    | (16)  |
| 2019/20                                     | Landesliga Berlin, Staffel 1                                                                            | 09    | (16)  |
| 2020/21                                     | Landesliga Berlin, Staffel 1                                                                            | 10    | (17)  |
| 2021/22                                     | Landesliga Berlin, Staffel 1                                                                            | 09    | (17)  |
| 2022/23                                     | Landesliga Berlin, Staffel 1                                                                            | 11    | (16)  |
| 2023/24                                     | Landesliga Berlin, Staffel 1                                                                            | 07    | (16)  |
|                                             | |       |       |
| grün unterlegt: Aufstieg                    | |       |       |
|                                             | |       |       |
| rosa unterlegt: Abstieg                     | |       |       |
|                                             | |       |       |
| grau unterlegt: Abstufung durch Liga-Reform | |       |       |

In der DDR gehörte der KSC-Vorgänger BSG Motor Köpenick ein Jahrzehnt lang zu den sogenannten Fahrstuhlmannschaften im Pendeln zwischen Zweit- und Drittklassigkeit. In den Spielzeiten 1963/64, 1965 bis 1968 und 1972/73 spielte Motor Köpenick als größter Erfolg in der (zweitklassigen) DDR-Liga. In der ewigen Tabelle der DDR-Liga rangiert die BSG auf Platz 100 von insgesamt 201 Mannschaften, in der ewigen Tabelle des FDGB-Pokals auf Platz 81. Danach ging es dauerhaft in die Bezirksliga und mit der Neustrukturierung des Berliner Fußballs nach der deutschen Einheit in die Verbandsliga, wo man sich unter dem Namen Köpenicker SC neugründete.
1995 gelang der ersten Männer-Mannschaft des KSC der Aufstieg in die viertklassige NOFV-Oberliga, in der man sich fünf Jahre hintereinander halten konnte. Mit der Umstrukturierung der Spielstaffeln musste man in die Verbandsliga zurückkehren. In der Saison 2001/02 gelang ein neuerlich Erfolg mit der Rückkehr in die NOFV-Oberliga, allerdings folgte nach nur einer Spielzeit 2003 wieder der Abstieg. Die bis zum erneuten Abstieg 2011 wieder in der Verbandsliga spielenden Köpenicker schafften in der Saison 2006/07 mit einem Sieg im Halbfinale gegen den BFC Dynamo unter Trainer Thorsten Boer erstmals den Einzug in das Endspiel um den Berliner BFV-Landespokal, wo man gegen den zwei Klassen höher spielenden 1. FC Union Berlin mit 0:7 unterlag. 2013 gelang den Köpenicker SC der sofortige Wiederaufstieg aus der Landesliga in die Berlin-Liga. Nach drei Spielzeiten musste man 2016 den Abstieg in die Landesliga hinnehmen. Damit belegt der Verein den 11. Platz in der ewigen Tabelle der Berlin-Liga.
Mit derzeit 17 Kinder- und Jugend-Mannschaften sowie 5 Männer-Mannschaften ist die Abteilung Fußball die derzeit größte Sektion im Verein. Seit dem Jahr 2000 betreibt der KSC gemeinsam mit dem 1. FC Union sowie in enger Zusammenarbeit mit Kindertagesstätten und Schulen das Förderprojekt „Sport Kids- und Jugendclub Köpenick“ (Fußballschule), womit auch künftige Nachwuchstalente gesichtet werden sollen.
2019 wurde die Fußball-Abteilung ausgegliedert und tritt seitdem als Köpenicker FC an.

### Spielstätte
Die Fußball-Heimspiele werden auf dem Sportplatz Wendenschloßstraße 182 (3500 Plätze) ausgetragen.

### Trainer
- Olaf Seier (1998–2000, 2008–2009)